# Ватто, Луи Жозеф
Луи-Жозеф Ватто́ (фр. Louis Joseph Watteau; 10 апреля 1731[…], Валансьен, Нор — Па-де-Кале — 27 августа 1798[…], Лилль) — французский живописец, племянник художника Антуана Ватто, отец художника Франсуа Ватто.
Именовался также Ватто из Лилля (исп. Watteau de Lille), так как большая часть его карьеры была связана с этим городом (и такое же прозвание в дальнейшем носил его сын). Известен также как фактический основатель Музея изящных искусств Лилля.

## Биография
Родился в 1731 году в Валансьене. Его великий дядя, Антуан Ватто, скончался десятилетием ранее, тогда как отец мальчика был простым кровельщиком. Тем не менее, возможно под влиянием того почтения, с которым в семье Ватто относились к дяде, юный Луи-Жозеф заинтересовался живописью и не встретил никаких препятствий в своём увлечении со стороны членов семьи.
Неизвестно, кто из художников был его первым учителем. Но известно, что в возрасте 21 года Луи Жозеф из Валансьена приехал в Париж, где поступил в Королевскую академию живописи и скульптуры. В 1756 году, не окончив курса обучения, он вернулся в Валансьен в связи со смертью отца, и в том же году женился на Аньес Дандуа (1734—1811), уроженке Монса (Австрийские Нидерланды, ныне — Бельгия). В этом браке родилось 12 детей, из которых Франсуа Ватто тоже стал художником.
Прожив несколько лет в родном Валансьене, Ватто, по всей видимости, осознал, что этот город слишком мал для удовлетворения его художественных амбиций. Хотя в городе имелась собственная Гильдия святого Луки, количество заказов было небольшим. Поэтому Ватто решил перебраться в более крупный город Лилль.
Переезд состоялся в 1765 году, но только в 1770 году Ватто удалось получить место помощника учителя в рисовальной школе в Лилле, а вместе с ним — и постоянный доход. Когда в 1773 году была основана Лилльская провинциальная академия искусств и наук, Ватто стал одним из её первых членов, а в 1783 году — членом такой же академии в Валансьене. В 1778 году он возглавил мастерскую живописи в Лилльской рисовальной школе, где к тому времени работал уже семь или восемь лет.
В этот период Ватто много работал и как практикующий живописец, создавая по заказам местных высокопоставленных особ произведения самых различных жанров: батальные и бытовые сцены, религиозную живопись для церквей, изображения важных событий из жизни города. Постоянно проживая в Лилле, он нередко посещал и Валансьен.
С началом Великой французской революции экономическое благосостояние Ватто чуть было не пошатнулось, но он быстро нашёл выход из положения, начав писать картины на революционные сюжеты. Параллельно он, по мере возможности, спасал старинные произведения искусства из разоряемых поместий, замков и аббатств. Собранную таким образом коллекцию художник завещал городу. На её основе в дальнейшем был создан Лилльский художественный музей — один из крупнейших провинциальных музеев Франции.
Скончался художник в 1798 году в Лилле.
Наследие Луи-Жозефа сохранилось сравнительно хорошо, однако цикл росписей Ватто в городке Авен-сюр-Эльп был уничтожен в 2021 году, в результате пожара, охватившего приходскую церковь.

## Галерея

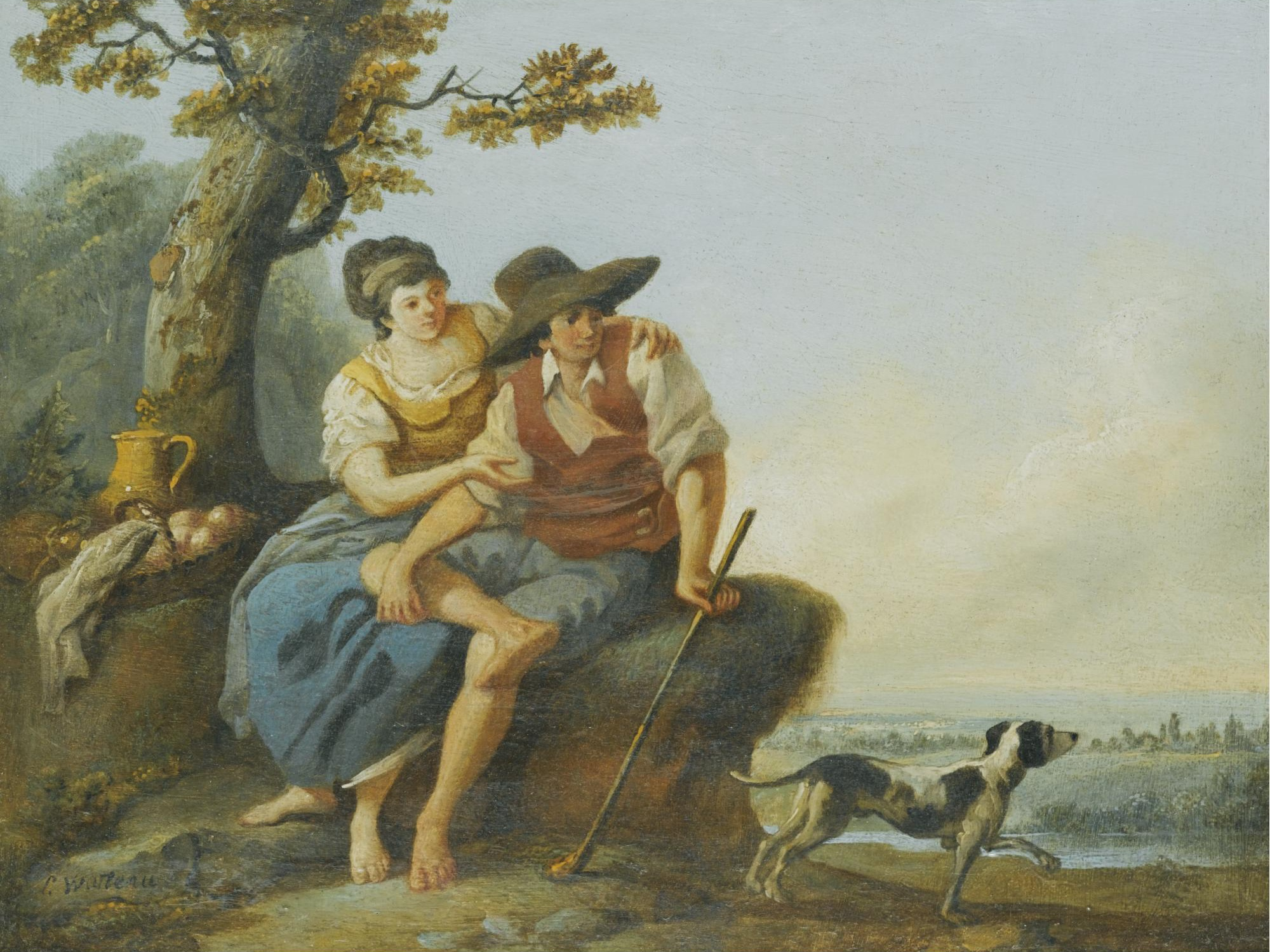
Пасторальная сцена
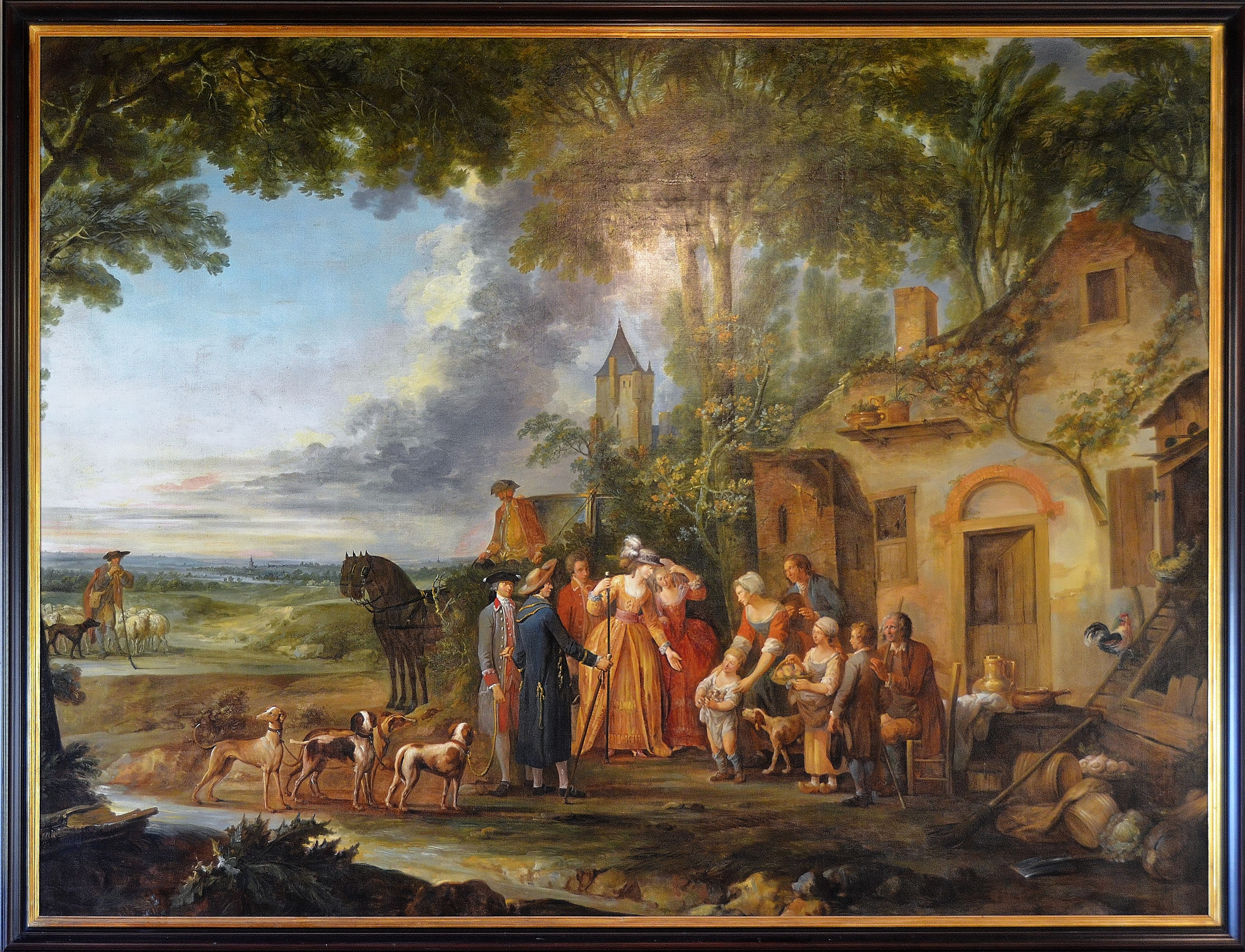
Богатые дворяне посещают крестьянский дом
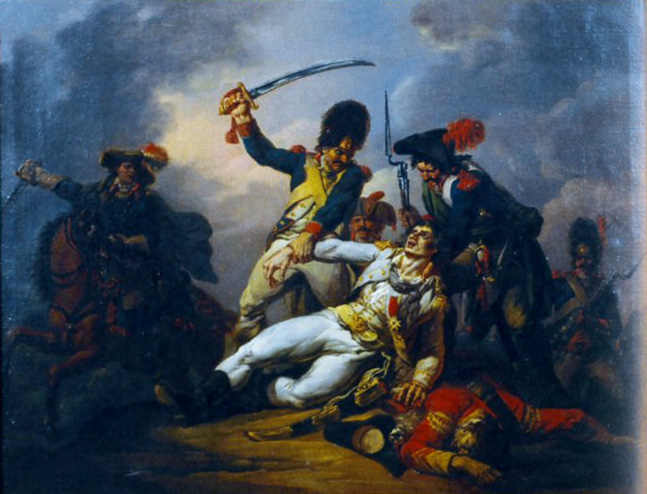
Раненый Шаретт попадает в плен
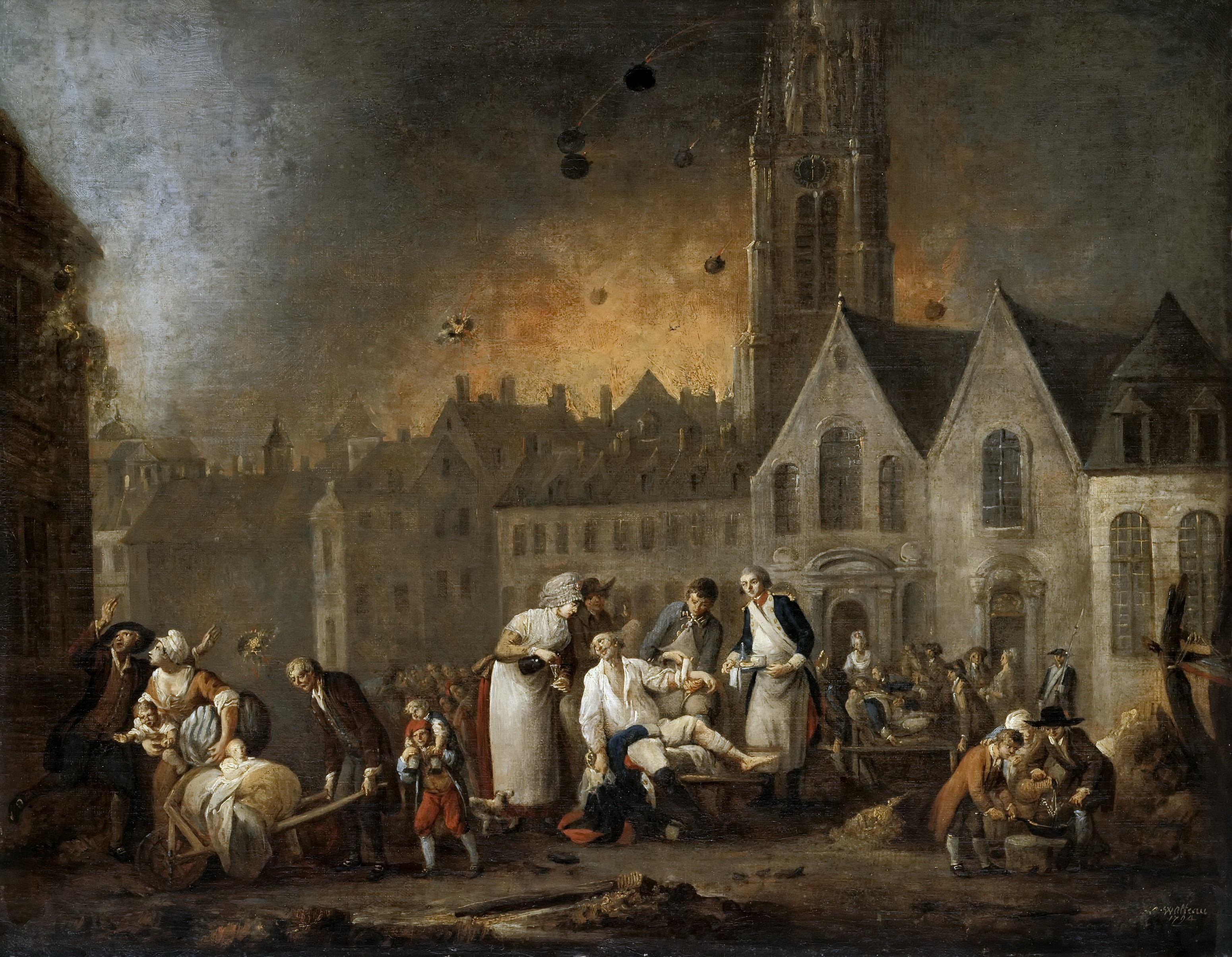
Бомбардировка Лилля в 1792 году. Сцена на улицах города.
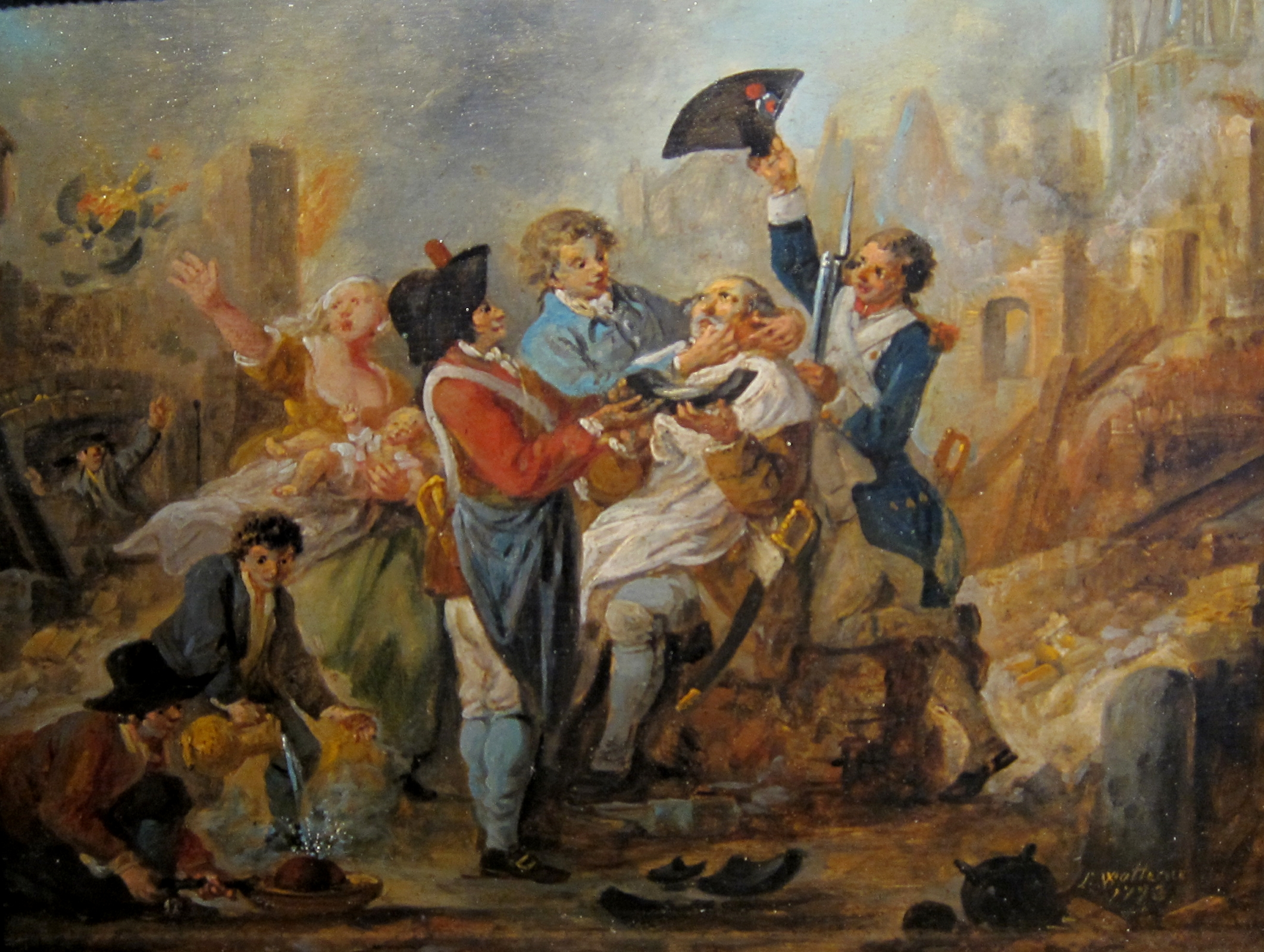
Бомбардировка Лилля в 1792 году. Брадобрей из Лилля продолжает работу под огнём на улице города.
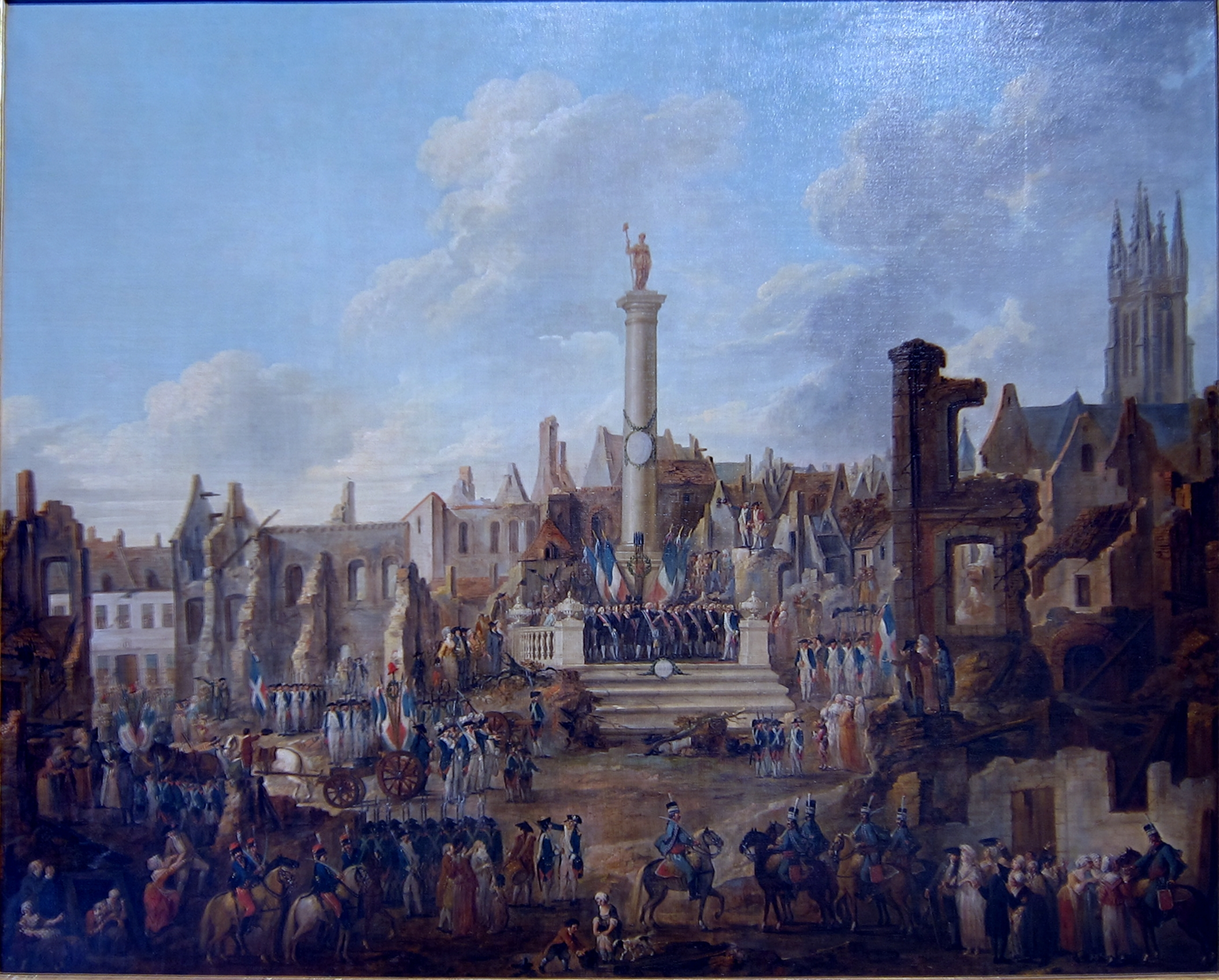
Лилль, 1793 год